# 哈巴河翠雀花
哈巴河翠雀花（学名：Delphinium habaheense）一种于中国新疆维吾尔自治区阿勒泰地区哈巴河县哈龙沟海拔1530米的灌丛草地中发现的多年生草本植物，隶属于毛茛科翠雀属翠雀花组须花翠雀花亚组。

## 形态特征
哈巴河翠雀花植株高约100厘米。茎单生，下部无毛，上部具有非常稀疏的短毛。叶片具有3深裂。总状花序复杂，萼距比上萼片瓣片稍长，花梗被黄色腺毛，近顶端或在顶端有2狭条形小苞片，花瓣和退化雄蕊蓝色，退化雄蕊瓣片顶端2浅裂，心皮无毛。雌蕊群由3枚心皮组成。